# Martiri di Alessandria
I martiri di Alessandria sono gruppi di santi egiziani, di cui non sono noti i nomi, che subirono il martirio ad Alessandria d'Egitto, nel III e IV secolo, ricordati nel martirologio romano in date diverse.

## 9 febbraio
(Martirologio Romano, 2004, p. 192)
Questa memoria è stata introdotta nella revisione post-conciliare del martirologio romano, mentre in precedenza una memoria simile era celebrata il 13 maggio. Farebbe riferimento ad un episodio della persecuzione ordita da Costanzo II contro Atanasio di Alessandria il 9 febbraio 356: il santo si salvò, ma molti fedeli morirono sotto i colpi degli avversari ariani.

## 28 febbraio
(Martirologio Romano, 2004, p. 229)
Questa memoria, assente negli antichi martirologi, fu introdotta nel martirologio romano in base alle indicazioni contenute nella lettera che Dionisio di Alessandria indirizzò ai suoi fedeli per la Pasqua del 263. I fatti raccontati dal vescovo di Alessandria si riferiscono ad un periodo imprecisato tra la fine del 262 e gli inizi del 263. Non è noto il motivo per cui è stata scelta per questa commemorazione la data del 28 febbraio.

## 17 marzo
(Martirologio Romano, 2004, p. 265)
La memoria di questi santi fu inserita nel martirologio romano da Cesare Baronio, in base ad indicazioni riportate nelle loro opere da Sozomeno e da Socrate Scolastico, e si riferisce ad episodi accaduti durante l'impero di Teodosio (379-395) e l'episcopato di Teofilo di Alessandria (385-412), in un'epoca in cui, in una città multiculturale come Alessandria, la coabitazione tra fedeli di diverse religioni era occasione di scontri e di pogrom.

## 21 marzo
(Martirologio Romano, 2004, p. 273)
Questa memoria venne introdotta nel martirologio romano da Cesare Baronio, che prese spunto dalla lettera che sant'Atanasio scrisse ai suoi sostenitori per denunciare la persecuzione che si abbatté sui cristiani di Alessandria in Egitto quando, dopo la sua deposizione, la sede alessandrina venne usurpata dall'ariano Gregorio di Cappadocia (341-344). I fatti si svolsero all'epoca dell'imperatore Costanzo II, quando era prefetto dell'Egitto il filo-ariano Filagrio, nel giorno della parasceve. La lettera di Atanasio venne inserita per intero da Baronio nei suoi Annales Ecclesiastici e pubblicata in parte anche negli Acta Sanctorum.

## 21 maggio
(Martirologio Romano, 2004, p. 413)
Anche questa memoria, ignota agli antichi martirologi e sinassari, fu introdotta nel martirologio romano da Cesare Baronio in base alle informazioni riportate da Atanasio di Alessandria in diverse sue opere. I fatti si svolsero all'epoca dell'imperatore Costanzo II, quando la sede alessandrina fu occupata dall'ariano Gregorio: un gruppo di cristiani, rifugiatosi in un cimitero, fu assalito da truppe ariane guidate dal condottiero Sebastiano; alcuni furono uccisi, altri invece vennero esiliati. Nel martirologio romano preconciliare, assieme a questi martiri era commemorato anche il sacerdote Secondo, il cui nome è stato omesso nella revisione del martirologio.

## 10 agosto
(Martirologio Romano, 2004, p. 624)
In questo giorno è ricordata la persecuzione che fece innumerevoli morti ed una immanissimam carneficinam durante l'impero di Valeriano (253-260). Questa memoria fu introdotta nel martirologio romano, in base alle informazioni su questa durissima persecuzione contenute in una lettera di Dionisio di Alessandria (247-265), di cui alcuni stralci furono pubblicati da Eusebio di Cesarea nella Storia ecclesiastica.